# Maraba

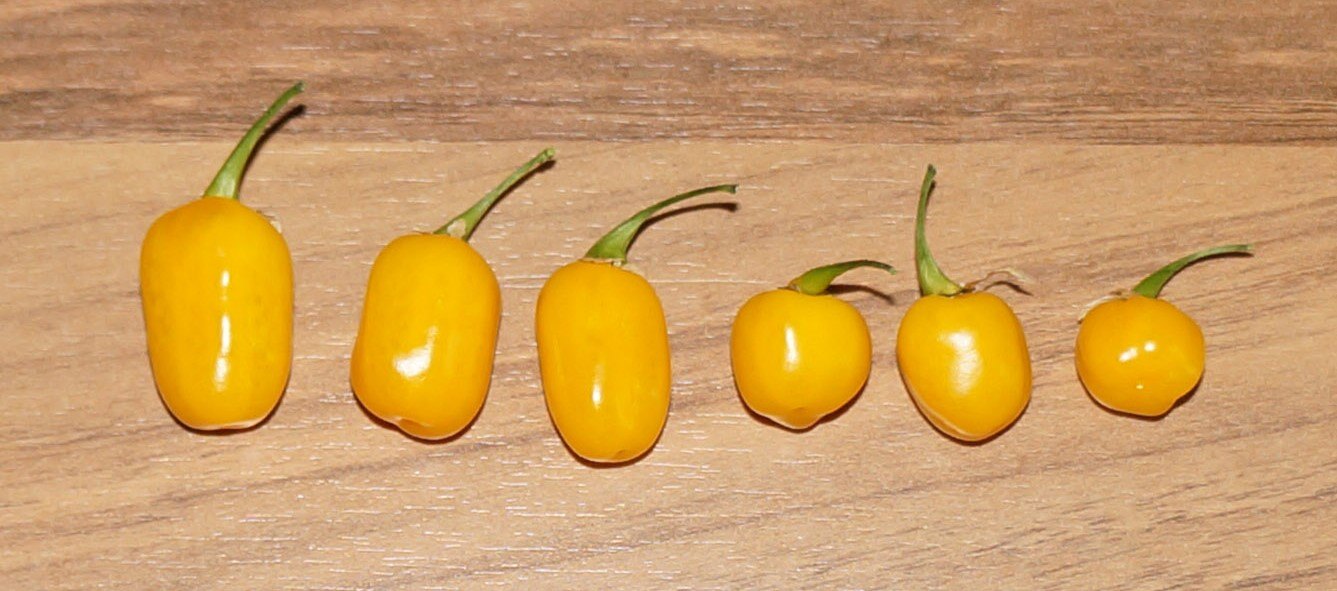
Reife Maraba-Beeren in verschiedenen Größen.

Maraba ist eine aus Brasilien stammende Zuchtform der Chili-Art Capsicum chinense.

## Pflanze
Die Pflanze wächst wie ein typischer Habanerostrauch bis zu einer Höhe von 60 bis 90 cm. Die Blätter werden ca. 5 × 10 cm groß, sind dunkelgrün und glänzend. Die Marabapflanze verzweigt früh und wächst gedrungen in die Breite. Eine Haltung als Zimmerpflanze im Topf ist ebenso wie eine Überwinterung problemlos möglich.

## Früchte
Die maximal 2–3 cm lange Frucht reift von grün nach gelb ab. Sie ist trotz ihrer geringen Größe sehr scharf, saftig und hat ein fruchtiges Aroma. Die auf der Scoville-Skala gemessenen Werte für Früchte der Sorte Maraba betragen zwischen 30.000 und 50.000 Einheiten.